# 光益公映
光益 公映（みつます きみあき、1958年10月30日 - ）は、日本の脚本家、作家。日本シナリオ作家協会会員。

## 人物
静岡県浜松市出身。和光大学人文学部人間関係学科卒業。在学中は和光大学映画研究会に所属していた。1979年『下落合焼き鳥ムービー』（山本晋也監督）のロケーションが和光大学で行われた際には、エキストラとして出演している。
2000年の映画「さくや妖怪伝」（製作トワーニ　配給ワーナー・ブラザース、主演は安藤希）にて脚本家としてデビュー。日本人脚本家として初めてアメリカメジャー映画会社、ワーナー・ブラザースのリーディング・スタッフによる脚本査定を五段階評価のトップの成績で通過する。作品は世界12カ国で上映された。
同年ノベライズ「さくや妖怪伝」を講談社より上程（共著）小説家としてもデビューする。
2003年には「新さくや妖怪伝・さまよえるオランダ船の伝説」を文藝春秋より発表する。
黒澤明作品の影響と、ハリウッド式スリーアクト・ストラクチャー（三部構成法）による、アップテンポで骨太でスケールの大きい構成とリアルな台詞回しと情緒性が持ち味。
幕末の志士・真木保臣の子孫に当たることを明らかにしている。

## 脚註
1. ↑  幕末維新祭り。 下北沢好み【本人のブログ】2004年10月25日付参照